# Nagyheresztény
Nagyheresztény (szlovákul Veľké Chrašťany) Bélád településrésze, korábban önálló falu Szlovákiában, a Nyitrai kerület Aranyosmaróti járásában.

## Fekvése
Aranyosmaróttól 10 km-re délnyugatra, a zsitvai-dombság északi részén, a Drevenica és a Csakinszki-patak összefolyásánál fekszik.

## Nevének eredete
Neve a szláv chrast (=haraszt) főnévből származik.

## Története
1355-ben említik először. 1426-ban bizonyos ügyben Verebély, Nagyherestyén és Aranyosmarót vásárain kikiáltással idézték meg az alpereseket. 1573-ban a török megtámadta és felégette a falut. Ekkor pusztult el régi temploma is. 1698-ban Forgách Simon szerzett rá I. Lipóttól adományt. 1715-ben 6 adófizetőt írtak össze.
A faluban a 19. század elején a Malonyai család volt birtokos. Malonyai Teréz ekkor építette ide a ma is álló kastélyt. A malonyai birtokot 1837-ben gróf Sziráni József vásárolta meg, lánya, Lili Majláth Istvánhoz ment feleségül, házasságuk azonban gyermektelen maradt.
Vályi András szerint "Nagy Heresztény, velki Hrasztani. Tót falu Bars Várm. földes Ura B. Malonyai Uraság, lakosai katolikusok, fekszik az előbbihez közel, Gímes mellett, erdeje nagy, fája tűzre, és épűletre van, földgye, réttye jó, Nyitrán, és Szent Benedeken könnyű módgya az eladásra."
Fényes Elek szerint "Herestyén (Nagy), tót falu, Bars vmegyében: 267 kath. lak. Kath. par. templom. Termékeny szántóföld. Jó rét. Vizimalmok. Többen birják. Ut. p. Verebély"
A trianoni békeszerződésig Bars vármegye Aranyosmaróti járásához tartozott.

## Népessége
1910-ben 522 lakosából 301 szlovák, 181 magyar, 3 német és 37 más anyanyelvű volt.
2001-ben Bélád 1536 lakosából 1513 szlovák volt.

## Nevezetességei
- A Malonyai család kastélya, parkjában öreg gesztenyefákkal. A 19. század elején Malonyai Teréz építtette.
- Nagyheresztény római katolikus temploma 1794 és 1804 között épült Nepomuki Szent János tiszteletére.

## Külső hivatkozások
- Bélád hivatalos oldala